# 오클랜드 지방

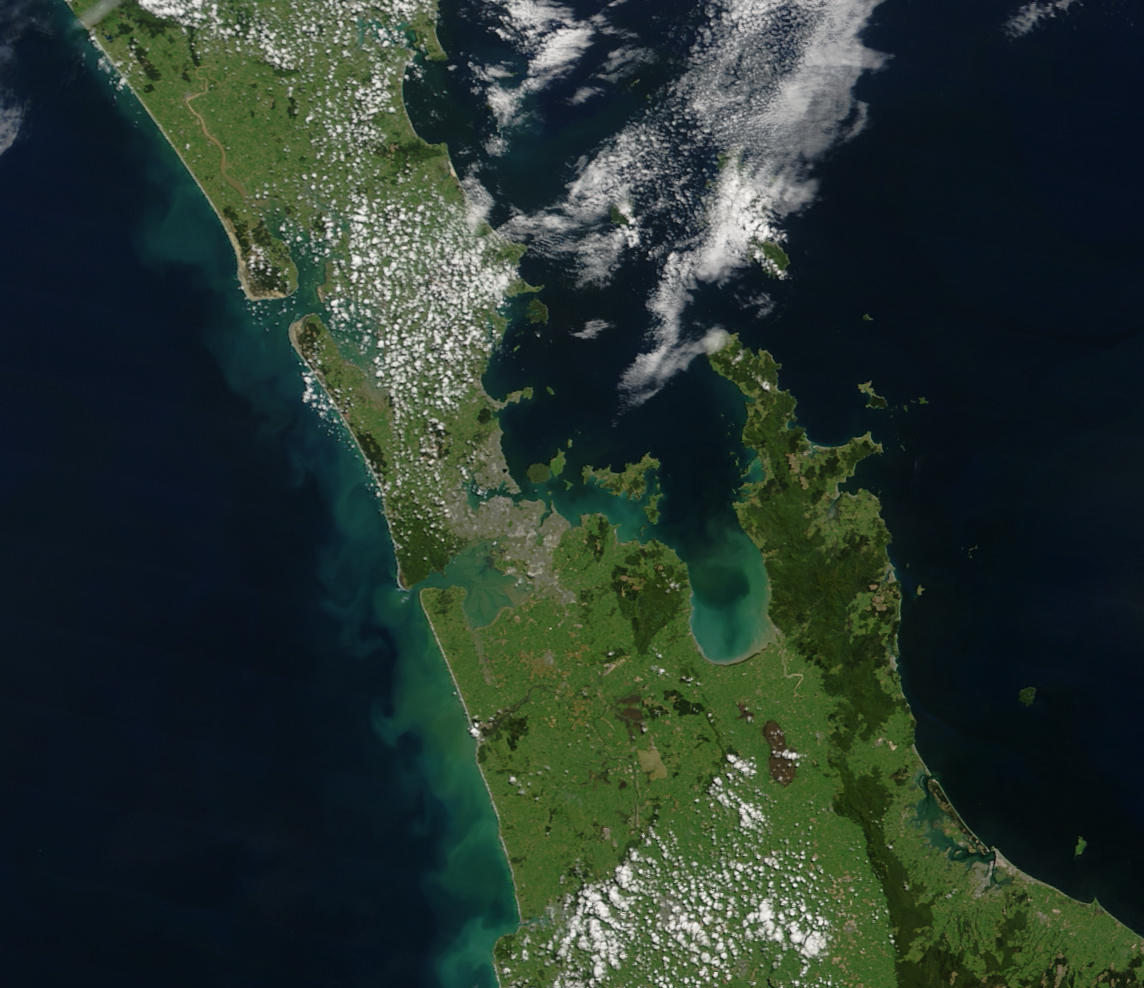

오클랜드 지방(Auckland Region)은 뉴질랜드의 16개 행정 구역 중 하나이다. 최대 도시인 오클랜드와 이름이 같다. 뉴질랜드에서 가장 인구가 많은 지방이다. 넓이는 6,059 km2이며 인구는 2008년 기준 1,414,800명이다. 총 7개의 지방 자치 단체로 나뉘며, 북동쪽의 섬인 그레이트 베리어까지 포함한다.

## 관할 구조

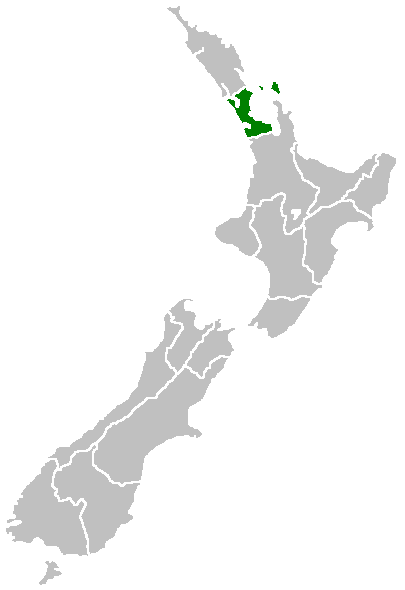
오클랜드 지방

### 지방
오클랜드 지방은 〈오클랜드 지방 의회〉의 관할 아래에 있으며 7개의 지방 자치단체, 4개의 시티와 3개의 군이 있다. 지방 의회는 환경 보호, 대중교통 등이나 공원 조성 등에만 집중하며, 실질적인 행정은 지방 자치 단체들이 하고 있다.

### 군
오클랜드 도심 지역 북쪽에는 로드니 군있다. 오레와, 워크워스, 헬렌스빌, 웰스포드 같은 마을들이 포함된다. 남쪽에는 파파쿠라 군이 있다. 더 남쪽에는 프랭클린 군이 있는데, 이 지역의 반은 오클랜드 지방에 들어가 있고, 나머지 남쪽 반은 와이카토 지방에 있다. 프랭클린 군에는 와이우쿠와 푸케코헤라는 마을이 있다.

### 시
오클랜드 광역도시 지역은 와이테마타 항구부터 오클랜드 도심을 지나 마누카우 항구까지 이어진다. 북쪽으로는 하우라키 만을 따라 와이웨라도 포함한다.
오클랜드 시는 대부분의 중심 도시 지역을 포함한다. 와이테마타 항구를 사이에 두고 북쪽에는 노스 쇼어 시가 있다. 오클랜드 시티의 왼쪽으로는 와이타케레 산맥이 있는 와이타케레 시가 있다. 마지막으로 마누카우 시는 오클랜드의 남쪽에 있으며 그 근처에는 마누카우 항구가 있다. 오클랜드 국제공항도 마누카우 시티에 있다.

## 인구
| 연도  | 인구      | ±% p.a. |
| ----- | --------- | ------- |
| 1991  | 943,773   | —       |
| 1996  | 1,068,660 | +2.52%  |
| 2001  | 1,158,891 | +1.63%  |
| 2006  | 1,304,958 | +2.40%  |
| 2013  | 1,415,550 | +1.17%  |
| 2018  | 1,571,718 | +2.12%  |
| 출처: |           |         |

## 같이 보기
- 오클랜드 시
- 오클랜드 (뉴질랜드)